# Boeing 777
Boeing 777 là một dòng máy bay hai động cơ thân rộng của Hoa Kỳ được Công ty Commercial Airplanes Division thuộc hãng Boeing chế tạo. Máy bay này có thế chở từ 301 đến 368 hành khách trong một cấu hình 3 hạng ghế và có tầm bay từ 5.210 đến 8.555 dặm (9.650 đến 15.843 km). Các đặc điểm nổi bật của Boeing 777 bao gồm bộ sáu bánh xe bên mỗi bộ truyền động hạ cánh chính (main landing gear), mặt cắt thân máy bay tròn trịa.
Dòng 777 là máy bay thương mại đầu tiên được thiết kế hoàn toàn trên máy tính. Không có mô hình nào được sản xuất; mọi thứ được tạo ra trên một hệ thống phần mềm CAD 3D được biết đến với tên gọi CATIA. Điều này cho phép một chiếc 777 thật được lắp ráp mô phỏng, kiểm tra các can thiệp và xác minh độ trùng khít với nhau của hàng ngàn linh kiện trước khi các nguyên mẫu tốn kém đầu tiên trên thế giới được sản xuất.
Các đối thủ cạnh tranh trên thị trường trực tiếp của Boeing 777 là Airbus A330-300, A340 và một vài kiểu đang được đề nghị sản xuất A350 XWB. Boeing 777 có thể cuối cùng được thay thế bằng một gia đình sản phẩm mới là Boeing 777X, Y3, một dòng máy bay mà tới các công nghệ 787 Dreamliner. Mẫu Y3 cũng có thể thay thế các đợt sản xuất của mẫu 747-8I nhưng không có số liệu cụ thể và tính chính xác của vấn đề này.

## Phát triển

### Bối cảnh
Trong thập niên 1970, Boeing đã tuyên bố các kiểu mới: máy bay hai động cơ 757 thay thế cho 727 máy bay hành lang đôi 767 để thách thức với Airbus A300, và ý tưởng máy bay có ba động cơ phản lực 777 để cạnh tranh với DC-10 và Lockheed L-1011 TriStar. Căn cứ trên một thiết kế 767 chỉnh lại cánh, chiếc 777 275 ghế đã được đề nghị chế tạo với hai biến thể: một dòng xuyên lục địa có tầm xa 2.700 dặm (5.000 km) và một dòng giữa các lục địa có tầm xa 4.320 dặm (8.000 km).
Các máy bay hai động cơ phản lực là một thành công lớn một phần là do các quy định ETOPS của thập niên 1980. Tuy nhiên, dự án chế tạo chiếc 777 ba động cơ đã bị hủy bỏ (rất giống với ý tưởng ba động cơ của chiếc Boeing 757) một phần là do tính phức tạp của thiết kế máy bay ba động cơ phản lực và sự thiếu vắng của loại động cơ 40.000 lbf (178 kN). Sự hủy bỏ này đã để lại cho hãng Boeing một khoảng cách lớn về kích cỡ và tầm bay giữa hai kiểu 767-300ER và 747-400 đang sản xuất. Các dòng DC-10 và L-1011, đều được đưa vào phục vụ từ đầu thập niên 1970, đã đến độ chín muồi để phải thay thế. Trong lúc đó, Airbus đã phát triển loại máy bay A340 để đáp ứng được yêu cầu đó và cạnh tranh với Boeing.

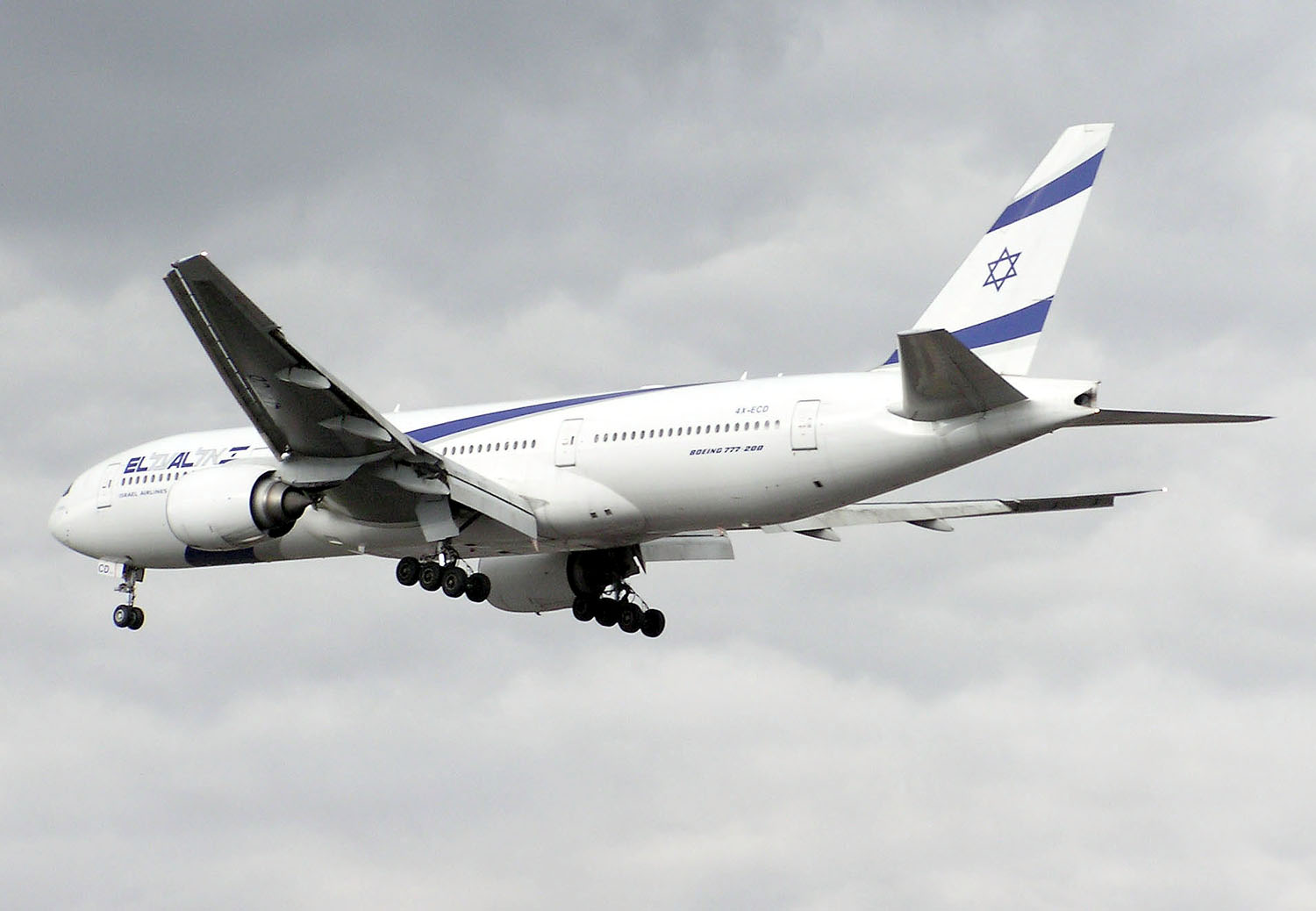
Boeing 777 của El Al. Chú ý về phần đuôi đầu dẹt độc của dòng 777.

Giữa thập niên 1980, Boeing đưa ra đề nghị loại máy bay mở rộng ra 767, được gán tên gọi là 767-X. Dòng này có thân dài hơn và cánh rộng hơn loại 767 hiện hữu và có 340 ghế với tầm bay tối đa 7.300 dặm (13.500 km). Chiếc 767-X này không gây được ấn tượng với các hãng hàng không vì họ muốn loại phi cơ nào có năng lực tầm xa ngắn cho đến liên lục địa, một mặt cắt ngang cabin rộng hơn, một cấu hình cabin hoàn toàn linh động và một chi phí vận hành thấp hơn bất cứ quãng đường liên tục nào của 767. Đến năm 1988, Boeing đã nhận ra rằng giải pháp duy nhất chỉ có thể là một thiết kế mới: máy bay 2 động cơ phản lực 777.
Giai đoạn thiết kế của 777 khác với những dòng máy bay phản lực khác của Boeing. Lần đầu tiên, 8 hãng hàng không lớn đã có một vai trò trong sự phát triển máy bay này. Các hãng hàng không được tham khảo ý kiến gồm có United Airlines, American Airlines, Delta Air Lines, ANA, British Airways, JAL, Qantas, và Cathay Pacific. (Đến tháng 5 năm 2007, Qantas là hãng hàng không duy nhất trong các hãng hàng không lớn đã được tham khảo ý kiến, chưa đặt mua chiếc 777 nào.) Triết lý "Cùng làm việc với nhau", như Boeing gọi, có nghĩa rằng máy bay dòng 777 là máy bay định hướng khách hàng nhất cho đến nay.

### Sản xuất
Tháng 10 năm 1990, United Airlines đã trở thành khách hàng đầu tiên của Boeing 777 khi hãng đã đặt hàng mua 34 chiếc biến thể -200 và hợp đồng quyền mua (option) 34 chiếc nữa. Việc sản xuất chiếc máy bay đầu tiên đã được bắt đầu vào Tháng 1 năm 1993 tại nhà máy Everett của Boeing gần Seattle.
Chiếc 777 bao gồm các nội dung quốc tế đáng kể, chỉ bị qua mặt bởi 787. Các công ty quốc tế có đóng góp bao gồm Mitsubishi Heavy Industries và Kawasaki Heavy Industries (các pa-nen thân máy bay), Fuji Heavy Industries, Ltd. (phần cánh trung tâm), Hawker De Havilland (elevators), ASTA (rudder) và Ilyushin (cùng thiết kế khoang hành lý phía trên ghế ngồi).
Chiếc 777 bay lần đầu vào ngày 14 tháng 6 năm 1994 do phi công trưởng thử nghiệm 777 John E. Cashman. Chiếc này sau đó trải qua một chương trình thử nghiệm rộng hơn bất kỳ mô-đen Boeing nào. Việc phát triển, thử nghiệm, giao hàng 777 tuân theo một loạt tài liệu, "Máy bay phản lực thế kỷ XXI: Việc xây dựng nên chiếc 777." FAA đã ban giấy cho phép ETOPS đầy đủ 180 phút ("ETOPS-180") cho PW4074 777-200s vào ngày 30 tháng 5 năm 1995. Chiếc 777 là chiếc máy bay đầu tiên được xếp hạng ETOPS-180 khi đi vào hoạt động.
Do chi phí nhiên liệu tăng, các hãng hàng không bắt đầu chú ý đến Boeing 777 như là một giải pháp thay thế so với các máy bay phản lực thân rộng khác. Với các động cơ hiện đại có tỷ lệ hư hỏng cực kỳ thấp (như có thể nhìn thấy trên chứng nhận ETOPS của phần lớn các máy bay phản lực hai động cơ) và công suất đầu ra gia tăng, 4 động cơ là không cần thiết trừ máy bay rất lớn như Airbus A380 hoặc Boeing 747.
Emirates là hãng hàng không vận hành nhiều máy bay thuộc gia đình Boeing 777 nhất với 147 chiếc đang hoạt động, trong đó 10 chiếc là biến thể 777-200LR, 9 chiếc là biến thể 777-300 và 128 chiếc là biến thể 777-300ER. Hãng đã từng sử dụng 3 biến thể 777-200, 6 biến thể 777-200ER và đã nghỉ hưu vào năm 2016.
Đến tháng 12 năm 2016, có tổng cộng 55 khách hàng đã cam kết đặt 1902 đơn hàng cho 777.
| view talk edit | Tổng số đơn hàng | Tổng số giao hàng |
| 777-200        | 88               | 88                |
| 777-200ER      | 422              | 422               |
| 777-200LR      | 61               | 61                |
| 777-300        | 60               | 60                |
| 777-300ER      | 838              | 827               |
| 777F           | 255              | 209               |
| 777X           | 320              | –                 |
| Tổng           | 2044             | 1667              |

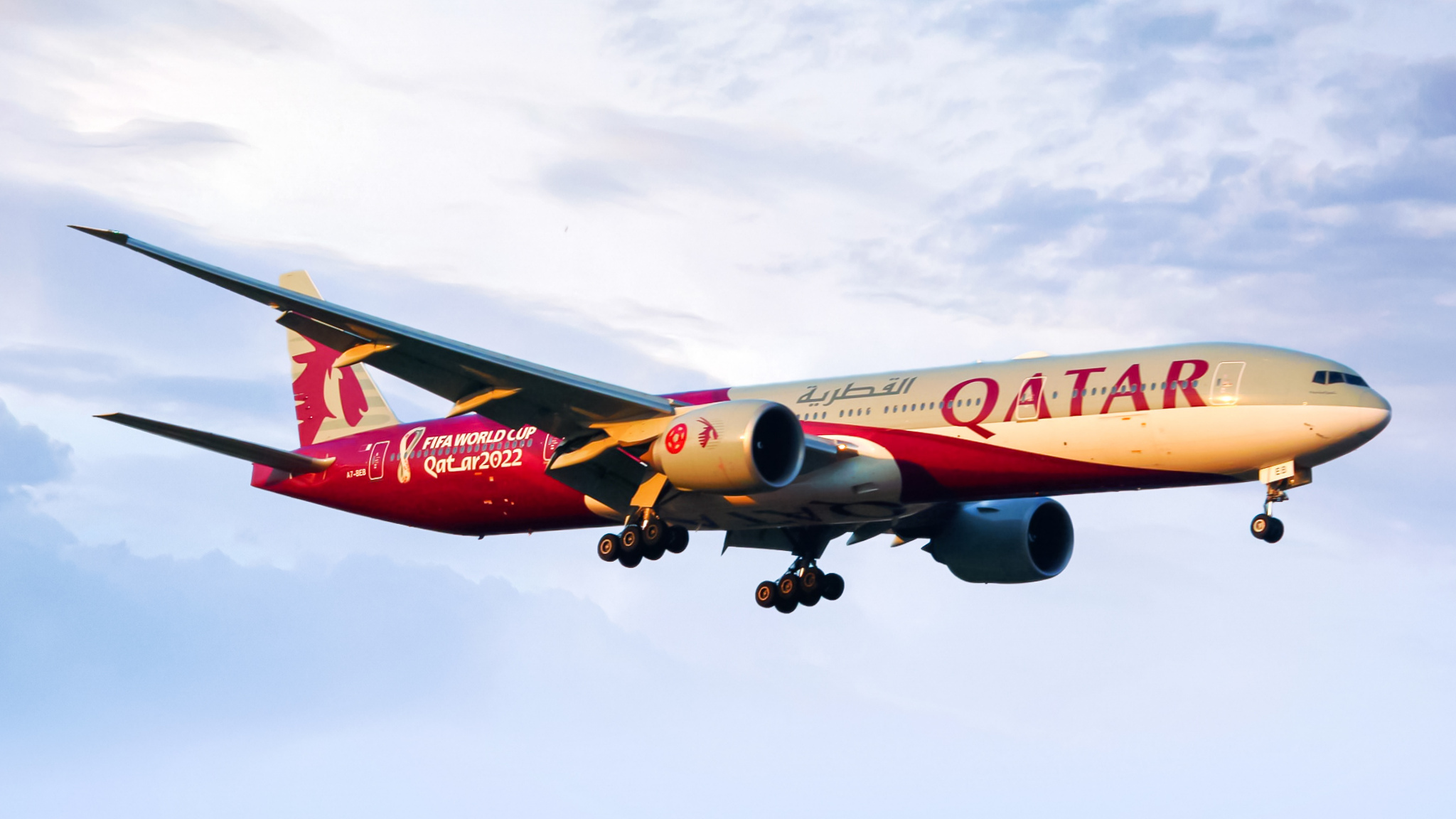
Boeing 777-300ER của Qatar Airways là nhà tài trợ cho giải FIFA World Cup Qatar 2022

Đơn đặt hàng và giao hàng thông tính đến tháng 12 năm 2018 and deliveries 

## Thiết kế
Boeing đã áp dụng các công nghệ tiên tiến trong máy bay 777. Các đặc điểm nổi bật bao gồm:
- Màn hình hiển thị chuyến bay buồng lái hiển thị bằng màn hình LCD glass cockpit Honeywell
- Hệ thống điều khiển bay bằng điện số đầy đủ với khả năng đảo qua điều khiển bằng tay trong trường hợp khẩn cấp
- Điện tử hàng không có thể chỉnh cấu hình bằng phần mềm đầy đủ (Fully software configurable avionics)
- Túi bay điện tử (Electronic flight bag)
- Thiết kế nhẹ hơn bao gồm việc sử dụng vật liệu composit (9% trọng lượng)[12]
- Mạng lưới điện tử hàng không cáp quang
- Các động cơ cánh quạt trong mạnh mẽ nhất trên máy bay thương mại với đường kính quạt 128 inch (3,25 m) trên GE90-115B1.
- Càng đáp và các lốp lớn nhất từng được sử dụng trong một máy bay phản lực thương mại. Mỗi lốp của bộ bánh hạ cánh chính của một chiếc 777-300 chịu một suất tải trọng tối đa 52.310 lb (23.730 kg) khi máy bay chất đầy tải, mức tải trọng tối đa cao nhất mỗi bánh lốp của bất cứ máy bay hoạt động nào đã được tạo ra.

## Biến thể

### Boeing 777-200

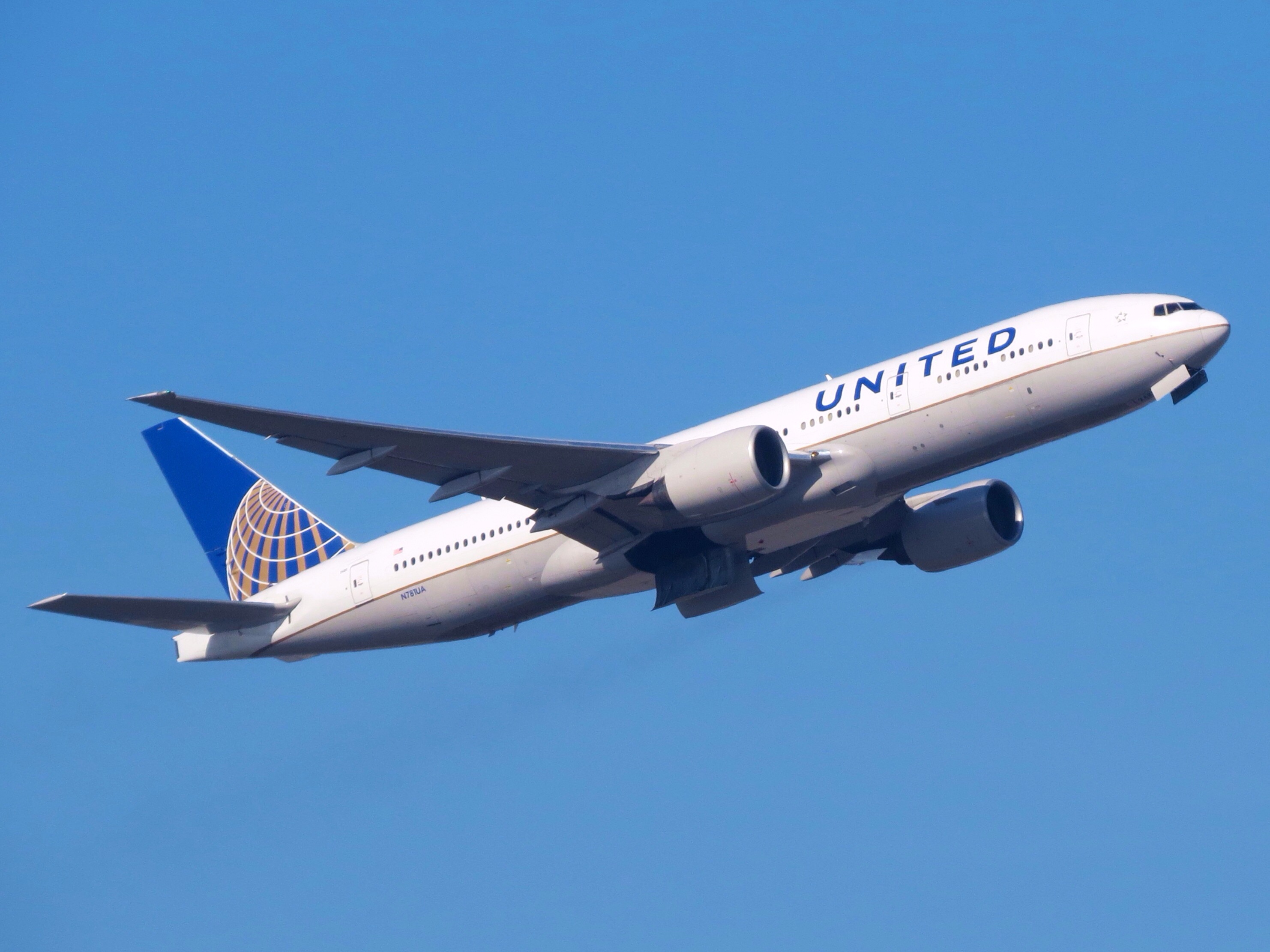
Boeing 777-200 của United Airlines

Chiếc 777-200 thực hiện chuyến bay đầu tiên vào ngày 12/6/1994 và lần đầu tiên được chuyển giao cho United Airlines vào ngày 15/5/1995. Với 247 tấn trọng lượng cất cánh tối đa và công suất động cơ 77.000 lbf (340 kN), nó có tầm bay 9.700 km và chở 305 hành khách trong cấu hình ba hạng ghế. 777-200 chủ yếu nhắm vào các hãng hàng không nội địa của Hoa Kỳ, mặc dù một số hãng hàng không Châu Á và British Airways cũng đã khai thác loại hình này. 9 khách hàng 777-200 khác nhau đã nhận 88 chiếc máy bay, với 55 chiếc đang phục vụ hàng không tính đến tháng 7/2018. Máy bay cạnh tranh với Airbus là Airbus A330-300.

### Boeing 777-200ER

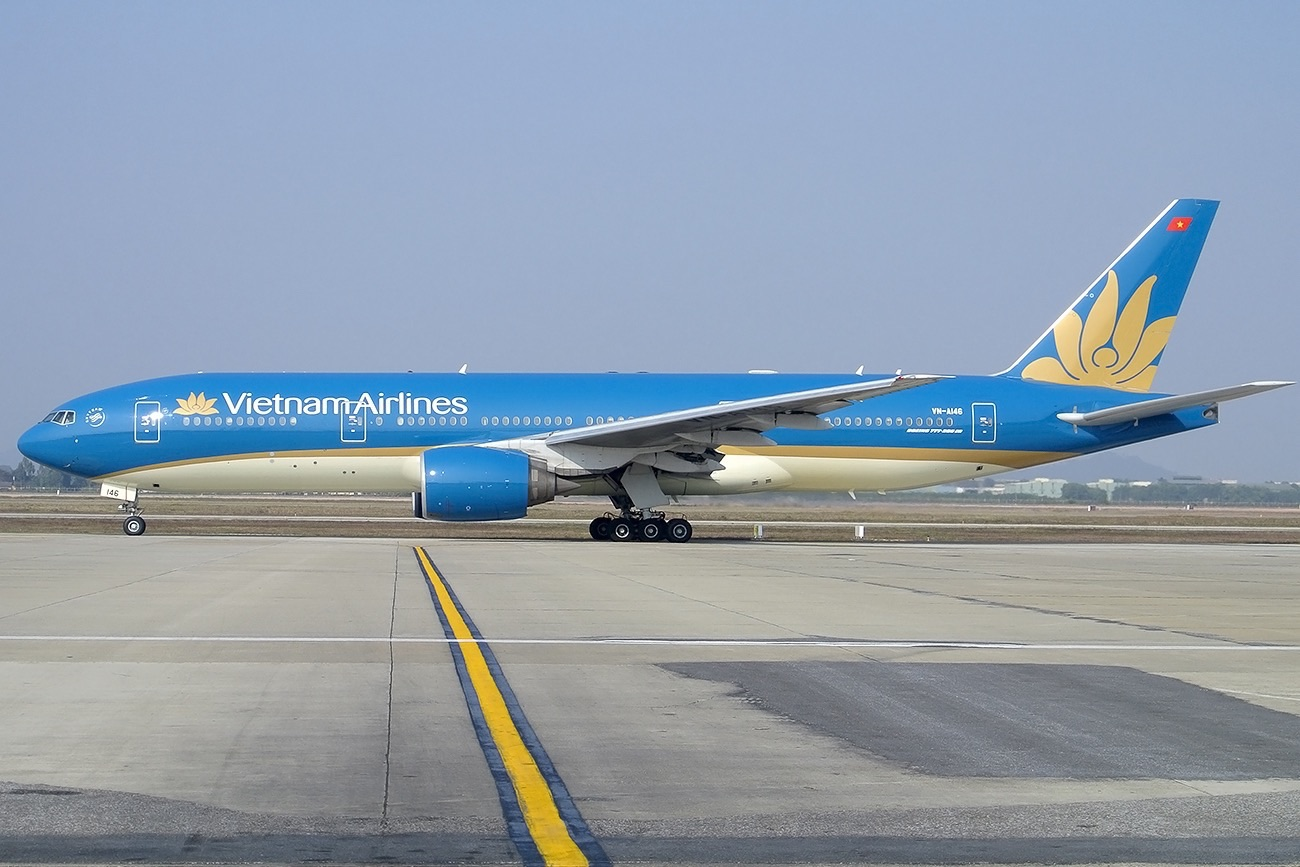
Boeing 777-200ER của Vietnam Airlines

777-200ER ban đầu được gọi là 777-200IGW, có dung lượng nhiên liệu bổ sung và trọng lượng cất cánh tối đa tăng cho phép bay các tuyến xuyên đại dương. Với trọng lượng cất cánh tối đa 298 tấn và công suất động cơ 93.700 lbf (417 kN), nó có tầm bay đạt 13.084 km. British Airways là hãng đầu tiên đưa vào khai thác vào ngày 6/2/1997. 33 khách hàng đã nhận được 422 đơn hàng, không có đơn đặt hàng nào chưa được thực hiện tính đến tháng 4 năm 2019.
Tính đến tháng 7/2018, 338 chiếc 777-200ER đang vận hành trên toàn thế giới. Nó cạnh tranh với Airbus A340-300. Boeing đề xuất 787-10 để thay thế. Giá trị của một chiếc 777-200ER mới đã tăng từ 110 triệu đô la Mỹ khi đi vào hoạt động dịch vụ lên 130 triệu đô la Mỹ vào năm 2007; trong khi những chiếc cũ nhất có giá trị khoảng 5–6 triệu đô la Mỹ, tùy thuộc vào thời gian hoạt động của động cơ.
Động cơ có thể được khử định mức với lực đẩy động cơ giảm cho các tuyến bay ngắn hơn để hạ trọng lượng cất cánh tối đa, giảm giá mua và phí hạ cánh (như thông số kỹ thuật 777-200) nhưng có thể được đánh giá lại thành tiêu chuẩn đầy đủ.

### Boeing 777-200LR

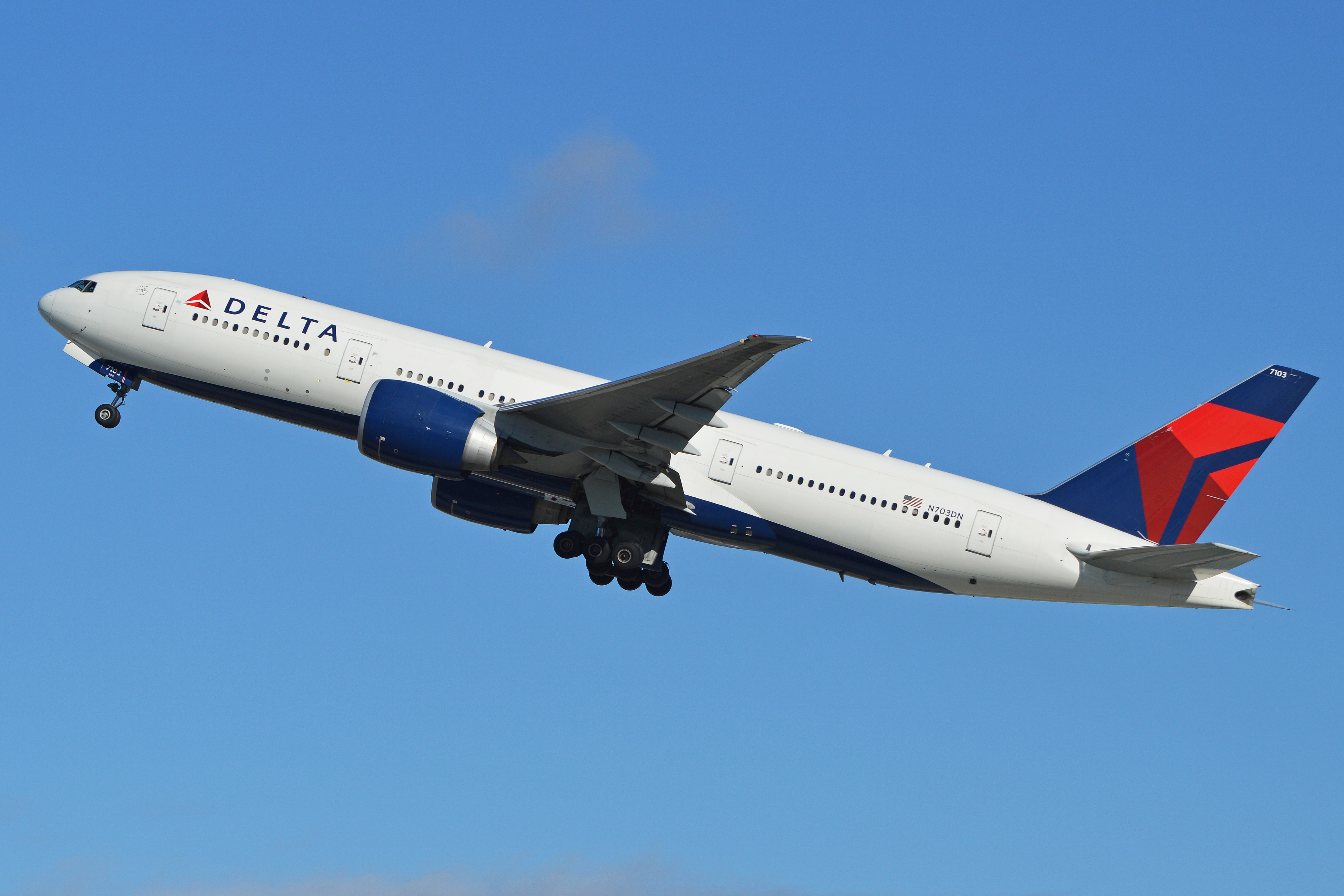
Boeing 777-200LR của Delta Air Lines

777-200LR ("LR" bay tầm xa), đi vào hoạt động năm 2006 với tư cách là một trong những máy bay thương mại tầm xa nhất. Boeing đặt biệt danh là Worldliner vì nó có thể kết nối hầu hết bất kỳ hai sân bay nào trên thế giới, mặc dù vẫn phải chịu các hạn chế của ETOPS. 777-200LR giữ kỷ lục thế giới về chuyến bay thẳng dài nhất thế giới. Nó có tầm bay đạt 15.844 km.
Được phát triển cùng với 777-300ER, 777-200LR trang bị trọng lượng cất cánh tối đa gia tăng và ba thùng nhiên liệu phụ tùy chọn ở khoang chở hàng phía sau. Các tính năng mới khác bao gồm đầu cánh mở rộng, thiết bị hạ cánh chính được thiết kế lại và tăng cường cấu trúc bổ sung. Giống như 777-300ER và 777F, 777-200LR được trang bị phần mở rộng đầu cánh là 3,9m. 777-200LR được trang bị động cơ GE90-110B1 hoặc GE90-115B. Chiếc 777-200LR đầu tiên được giao cho Pakistan International Airlines vào ngày 26/2/2006. 12 khách hàng 777-200LR khác nhau đã nhận 60 chiếc. Các hãng hàng không đã khai thác 50 chiếc 777-200LR tính đến tháng 7/2018.
Đối thủ cạnh tranh trước đây là Airbus A340-500HGW đã ngừng sản xuất và hiện tại là Airbus A350-900ULR.

### Boeing 777-300

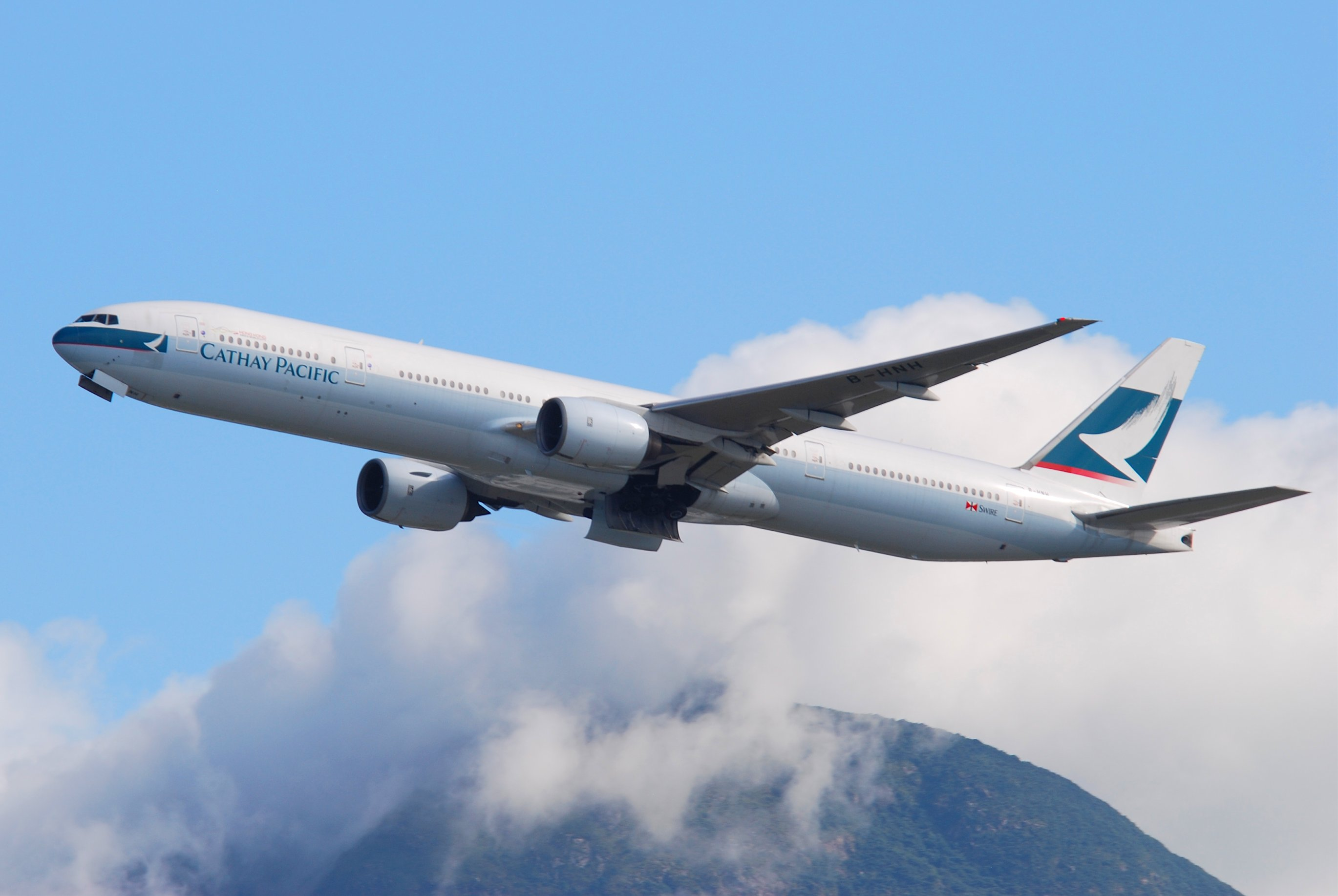
Boeing 777-300 của Cathay Pacific

Ra mắt tại Triển lãm Hàng không Paris vào ngày 26/6/1995, quá trình lắp ráp chính bắt đầu vào tháng 3/1997 và phần thân được lắp hoàn thiện vào ngày 21/7/1997, 777-300 được tung ra thị trường vào ngày 8/9 và thực hiện chuyến bay đầu tiên vào ngày 16/10. 777-300 được thiết kế để được kéo dài thêm 20%: 60 ghế phụ lên gần 370 ghế ở cấu hình 3 hạng ghế, thêm 75 ghế lên 451 ở cấu hình 2 hạng ghế, hoặc lên đến 550 ghế ở hạng phổ thông. Sử dụng động cơ 777-200ER với công suất trọng lượng cất cánh tối đa 263,3 đến 299,6 tấn.
Tầm bay 11.121 km với 368 hành khách trong ba hạng ghế.

### Boeing 777-300ER

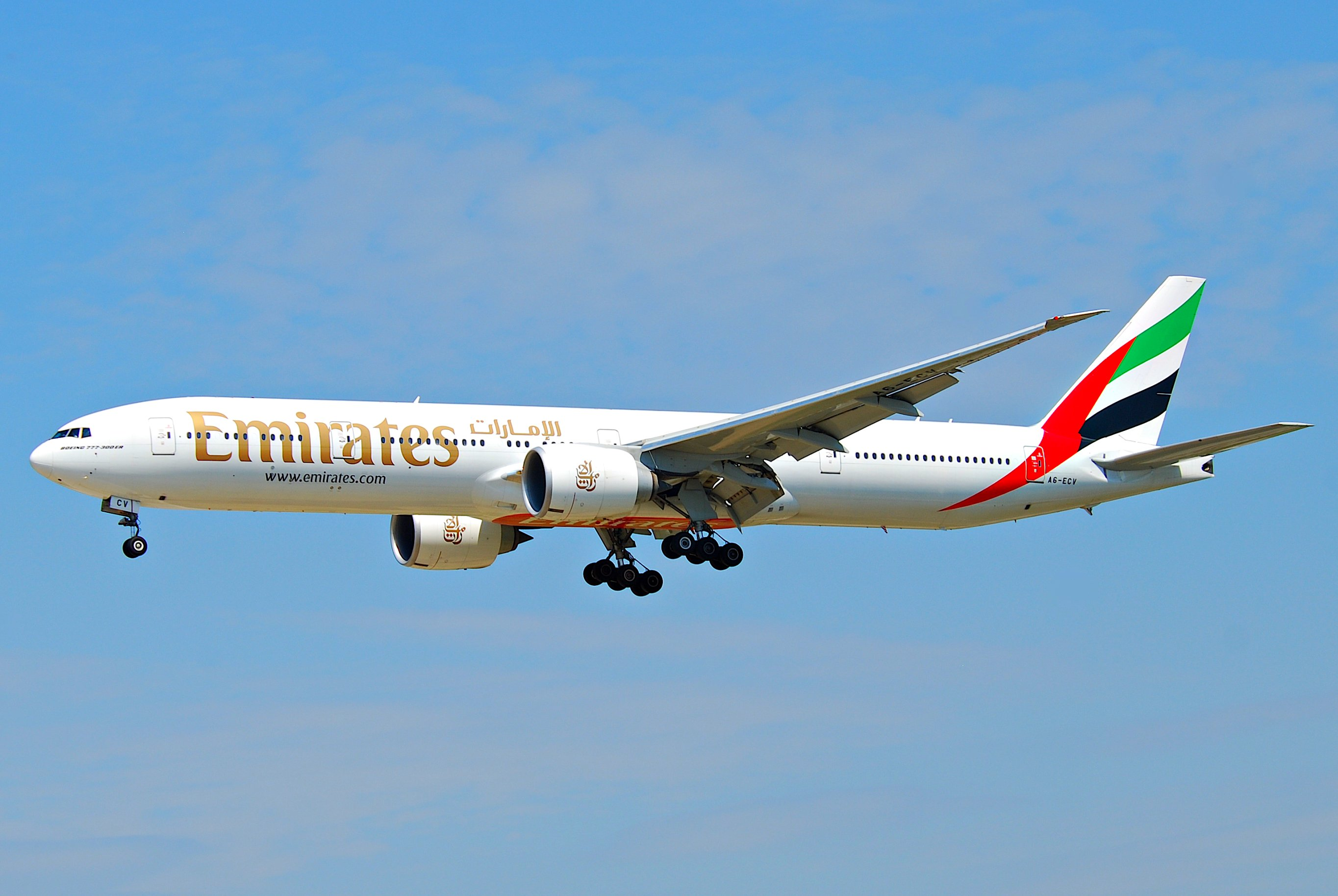
Boeing 777-300ER của Emirates

Trọng lượng cất cánh tối đa cao hơn và công suất nhiên liệu tăng lên cho phép tầm bay đạt được 13.650 km với 396 hành khách trong bố trí 2 hạng ghế. 777-300ER có đầu cánh mở rộng, thân máy bay và cánh được tăng cường và thiết bị hạ cánh chính được sửa đổi. Sải cánh có tỷ lệ khung hình là 9,0. Trang bị động cơ GE90-115B, động cơ phản lực mạnh nhất thế giới với lực đẩy tối đa 115.300 lbf (513 kN).
Sau khi bay thử nghiệm, các cải tiến khí động học đã giảm lượng nhiên liệu đốt thêm 1,4%. Với vận tốc Mach 0,839 (916 km/h), FL300, -59 °C và ở trọng lượng 232,9 tấn, nó đốt cháy 7,8 tấn nhiên liệu mỗi giờ. Trọng lượng rỗng khi vận hành của nó là 168,6 tấn. Trọng lượng rỗng hoạt động dự kiến là 168.560 kg ở cấu hình máy bay, trọng lượng 216.370 kg và FL350, tổng lưu lượng nhiên liệu là 6.790 kg/h tại Mach 0,84 (874 km/h), tăng lên 8.890 kg/h tại Mach 0,87 (937 km/h).
Kể từ khi ra mắt, 777-300ER thúc đẩy doanh số của máy bay phản lực gấp đôi so với dòng A330/340 của Airbus. Các đối thủ cạnh tranh bao gồm Airbus A340-600 và Airbus A350-1000. Sử dụng hai động cơ tạo ra lợi thế về chi phí vận hành thông thường khoảng 8-9% cho 777-300ER so với Airbus A340-600. Một số hãng hàng không đã mua 777-300ER để thay thế Boeing 747-400 trong bối cảnh giá nhiên liệu tăng do lợi thế đốt cháy nhiên liệu 20% của nó. 777-300ER có chi phí vận hành là 44 đô la Mỹ cho mỗi giờ ngồi, so với khoảng 50 đô la Mỹ cho mỗi giờ ngồi của Airbus A380 (chi phí hàng giờ là khoảng 26.000 đô la Mỹ) và 90 đô la Mỹ cho mỗi giờ ngồi đối với Boeing 747-400 vào năm 2015.
Air France là khách hàng đầu tiên khai thác vào ngày 29/4/2004.

### 777 Freighter (Boeing 777F)

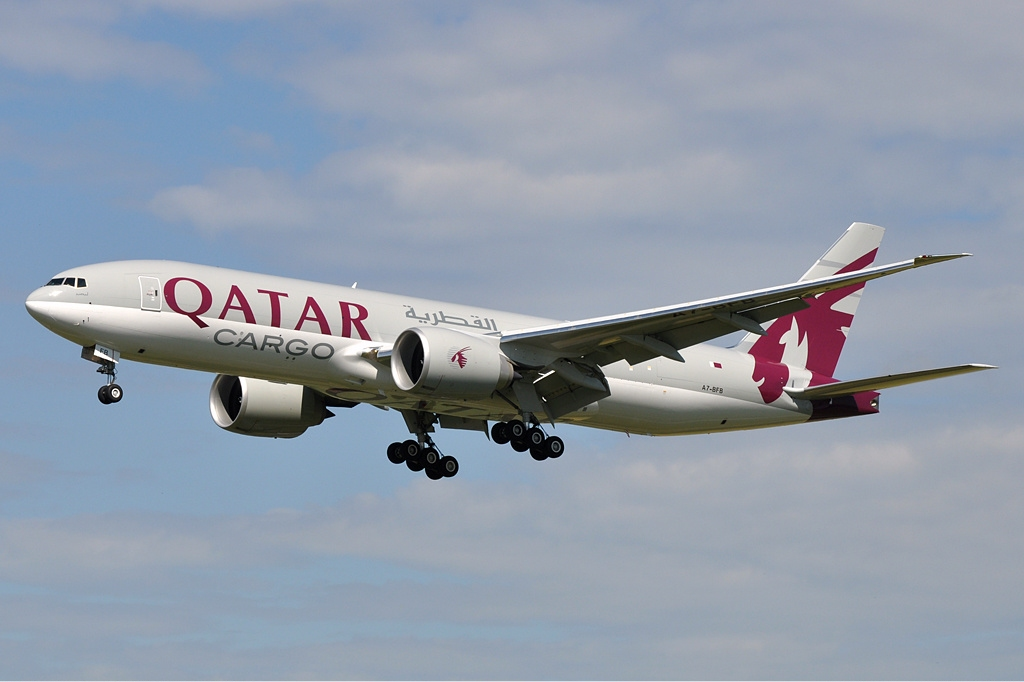
Boeing 777F của Qatar Airways

777F là phiên bản chuyên chở hàng hóa và chia sẻ các tính năng với 777-200LR: khung máy bay, động cơ và dung tích nhiên liệu. Với trọng tải tối đa 103.700 kg (tương tự 110.000 kg) của Boeing 747-200F, tầm bay tối đa 18.057 km hoặc 9.200 km với trọng tải kết cấu tối đa.
777F cũng có khu vực cho hành khách gồm 4 ghế hạng thương gia phía trước rào chắn hàng hóa cứng, giường tầng và một phòng trưng bày. Vì máy bay hứa hẹn cải thiện kinh tế vận hành so với các máy bay vận tải cũ hơn, các hãng hàng không đã xem 777F là sự thay thế cho các máy bay vận tải như Boeing 747-200F, McDonnell Douglas DC-10 và McDonnell Douglas MD-11F.
Air France là khách hàng đầu tiên khai thác vào ngày 19/2/2009.

### Boeing 777-300ER Special Freighter (SF)
Vào tháng 7/2018, Boeing đang nghiên cứu chuyển đổi 777-300ER. Sau khi xem xét chương trình 777-200ER P2F, Boeing hy vọng sẽ kết thúc nghiên cứu của mình vào mùa Thu vì chiếc 777X sẽ thay thế những chiếc 777-300ER cũ từ năm 2020. Các chuyên cơ vận tải 777-300ER có thể duy trì tốc độ giao hàng là năm chiếc mỗi tháng, để thu hẹp khoảng cách sản xuất cho đến khi chiếc 777X được giao.
Trọng tải tối đa 101,6 tấn, tầm bay 8.300 km. Nó có sức chứa hàng hóa là 819 m³, lớn hơn 164 m³ so với 777F (hoặc hơn 25%) và có thể chứa 47 vị trí tiêu chuẩn 96 x 125 ở pallet (P6P), nhiều hơn 10 vị trí so với 777-200LR hoặc hơn tám vị trí so với Boeing 747-400. Với các cửa sổ được bịt kín, thân máy bay và sàn được gia cố, và một cửa hàng hóa trên boong chính được lắp đặt, 777-300ERSF có khối lượng nhiều hơn 15% so với 747-400BCF.

### Boeing 777X

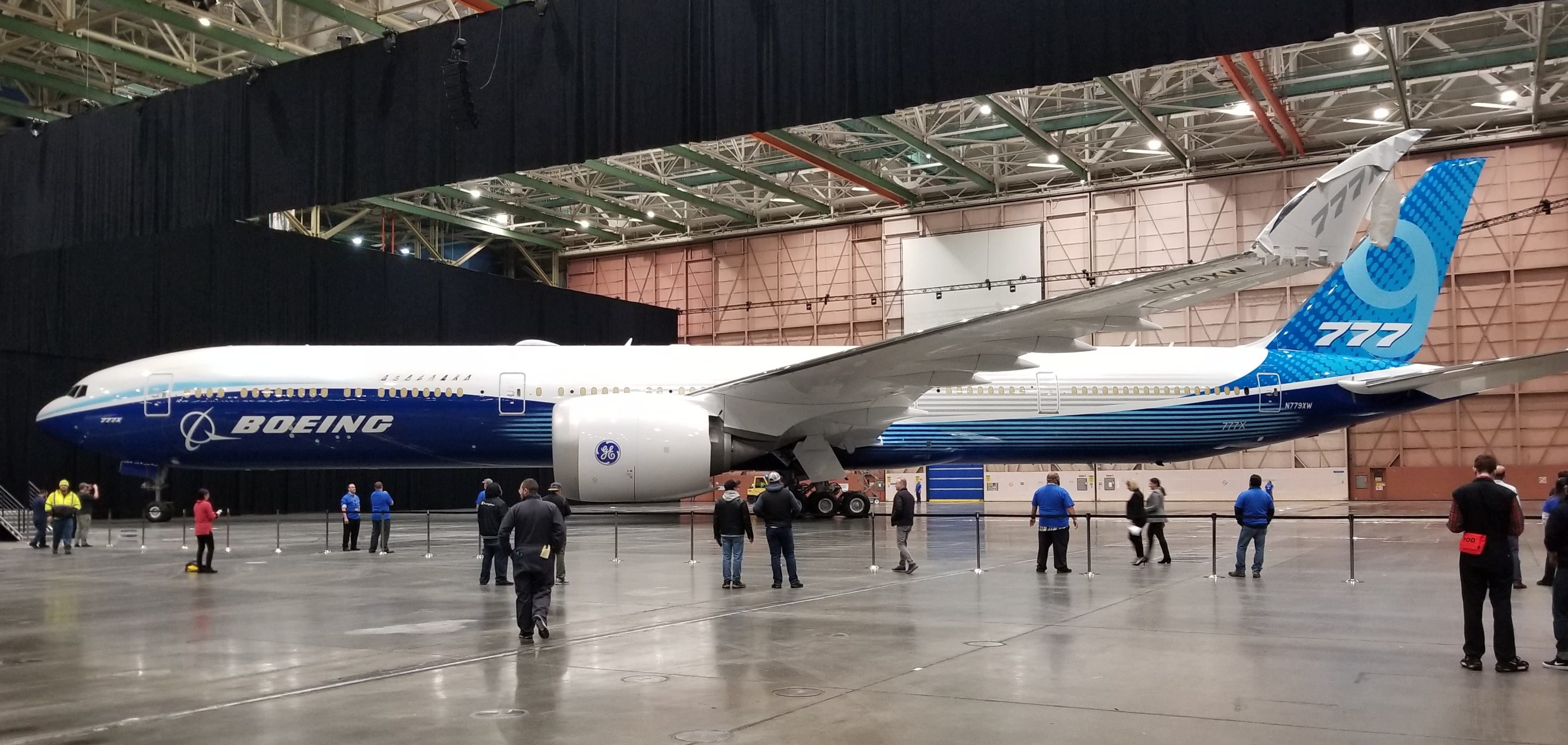
Boeing 777X đầu tiên được chế tạo của Boeing trong nhà máy vào ngày ra mắt

Boeing 777X được trang bị động cơ GE9X mới và sải cánh được làm bằng chất liệu composite mới với đầu cánh gấp. Được ra mắt vào tháng 11/2013 với hai biến thể: 777-8 và 777-9. 777-8 cung cấp chỗ ngồi cho 384 hành khách và có tầm bay 16.170 km trong khi 777-9 có chỗ ngồi cho 426 hành khách và tầm bay hơn 13.500 km.
777-9 bay lần đầu tiên vào ngày 25/1/2020, việc giao hàng dự kiến sẽ bắt đầu vào năm 202X. Các biến thể 777-10X, 777X Freighter và 777X BBJ dài hơn cũng đã được đề xuất.

### Boeing 777 Business Jet(777 VIP)

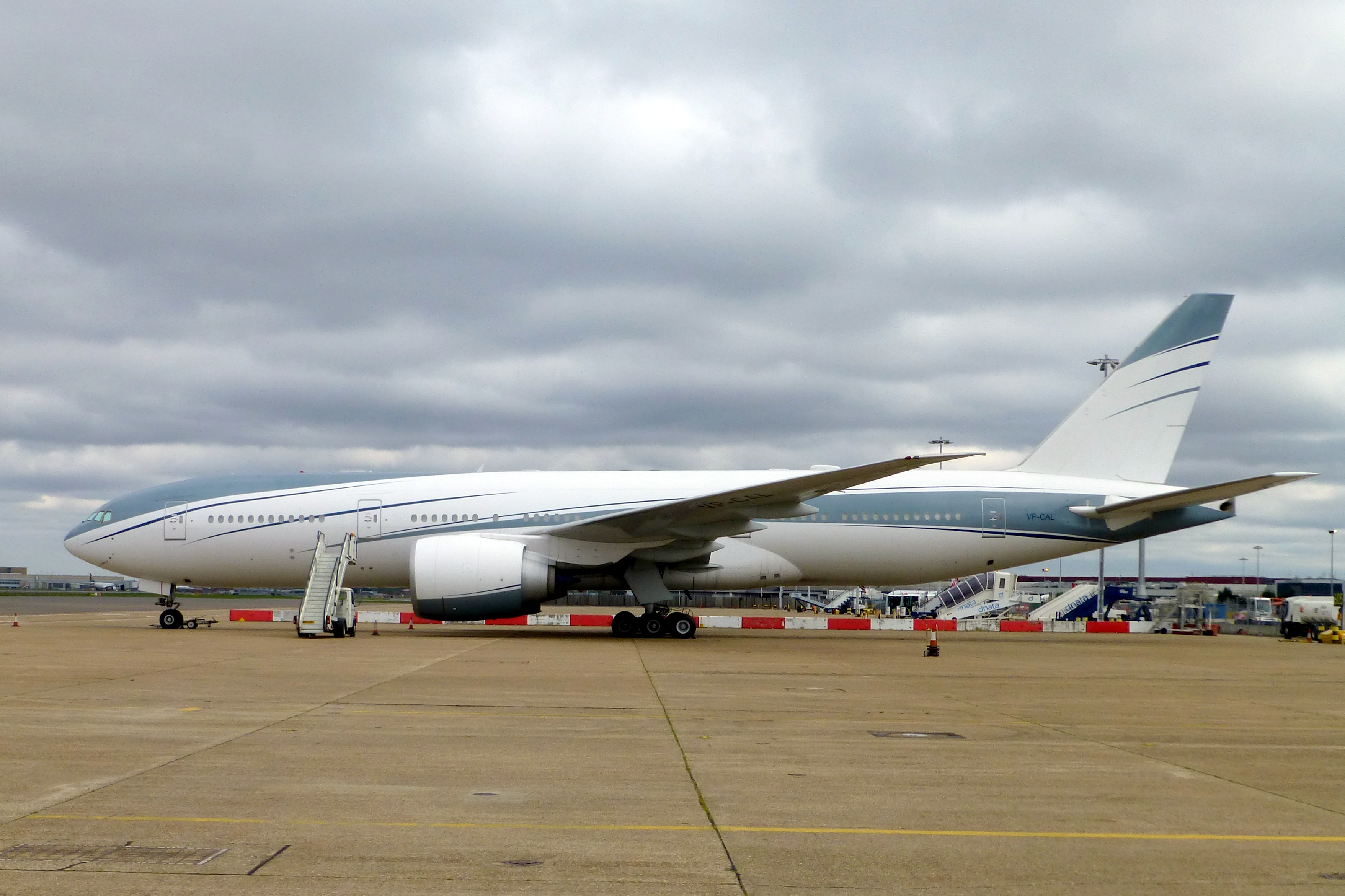
Một chiếc Boeing 777-200LR Business Jet của Aviation Link Company

Phiên bản Boeing Business Jet của Boeing 777 dành cho khách hàng doanh nghiệp. Boeing đã nhận được đơn đặt hàng máy bay Boeing 777 VIP dựa trên các kiểu máy bay chở khách Boeing 777-200LR và Boeing 777-300ER. Máy bay được trang bị cabin phản lực riêng bởi các nhà thầu bên thứ ba và việc hoàn thành có thể mất 3 năm. Tầm bay 18.580 và 17.220 km với 75 hành khách.

### Boeing 777 Tanker (KC-777)
KC-777 là phiên bản máy bay tiếp dầu được đề xuất của chiếc Boeing 777. Vào tháng 9/2006, Boeing thông báo rằng họ sẽ sản xuất KC-777 nếu Không quân Hoa Kỳ (USAF) yêu cầu một máy bay tiếp dầu lớn hơn Boeing KC-767 có thể vận chuyển nhiều hơn hàng hóa hoặc nhân sự. Vào tháng 4/2007, Boeing đã chào bán máy bay tiếp dầu tiên tiến KC-767 dựa trên 767 thay vì KC-777 để thay thế Boeing KC-135 Stratotanker nhỏ hơn trong chương trình KC-X của USAF. Các quan chức của Boeing đã mô tả KC-777 phù hợp với chương trình KC-Z liên quan để thay thế McDonnell Douglas KC-10 Extender.

## Các thông số kỹ thuật
| Thông tin                                   | 777-200 | 777-200ER | 777-200LR                                                                    | 777 Freighter                                                                | 777-300                                                                         | 777-300ER                                                                    |
| ------------------------------------------- | --- | --- | ---------------------------------------------------------------------------- | ---------------------------------------------------------------------------- | ------------------------------------------------------------------------------- | ---------------------------------------------------------------------------- |
| Phi hành đoàn                               | 2 | 2 | 2                                                                            | 2                                                                            | 2                                                                               | 2                                                                            |
| Số ghế                                      | 305 (3-hạng) | 305 (3-hạng) | 305 (3-hạng)                                                                 | N/A                                                                          | 365 (3-hạng)                                                                    | 365 (3-hạng)                                                                 |
| Chiều dài                                   | 209 ft 1 in (63,7 m) | 209 ft 1 in (63,7 m) | 209 ft 1 in (63,7 m)                                                         | 209 ft 1 in (63,7 m)                                                         | 242 ft 4 in (73,9 m)                                                            | 242 ft 4 in (73,9 m)                                                         |
| Sải cánh                                    | 199 ft 11 in (60,9 m) | 199 ft 11 in (60,9 m) | 212 ft 7 in (64,8 m)                                                         | 212 ft 7 in (64,8 m)                                                         | 199 ft 11 in (60,9 m)                                                           | 212 ft 7 in (64,8 m)                                                         |
| Góc cụp cánh                                | 31.64° | 31.64° | 31.64°                                                                       | 31.64°                                                                       | 31.64°                                                                          | 31.64°                                                                       |
| Chiều cao                                   | 18.5 m | 18.5 m | 18.6 m                                                                       | 18.6 m                                                                       | 18.5 m                                                                          | 18.5 m                                                                       |
| Chiều rộng cabin                            | 19 ft 3 in (5,86 m) | 19 ft 3 in (5,86 m) | 19 ft 3 in (5,86 m)                                                          | 19 ft 3 in (5,86 m)                                                          | 19 ft 3 in (5,86 m)                                                             | 19 ft 3 in (5,86 m)                                                          |
| Chiều rộng thân                             | 20 ft 4 in (6,19 m) | 20 ft 4 in (6,19 m) | 20 ft 4 in (6,19 m)                                                          | 20 ft 4 in (6,19 m)                                                          | 20 ft 4 in (6,19 m)                                                             | 20 ft 4 in (6,19 m)                                                          |
| Trọng lượng máy bay                         | 307.000 lb (139.225 kg) | 315.000 lb (142.900 kg) | 326.000 lb (148.181 kg)                                                      | N/A                                                                          | 353.600 lb (160.120 kg)                                                         | 366.940 lb (166.881 kg)                                                      |
| Trọng lượng cất cánh tối đa                 | 307.000 lb (139.225 kg) | 656.000 lb (297.560 kg) | 766.000 lb (347.450 kg)                                                      | 766.000 lb (347.450 kg)                                                      | 660.000 lb (299.370 kg)                                                         | 775.000 lb (351.534 kg)                                                      |
| Tốc độ bay tiết kiệm xăng                   | 0,84 Mach (555 mph, 905 km/h, 481 knots) với độ cao tiết kiệm xăng 35.000 ft                                                            | 0,84 Mach (555 mph, 905 km/h, 481 knots) với độ cao tiết kiệm xăng 35.000 ft | 0,84 Mach (555 mph, 905 km/h, 481 knots) với độ cao tiết kiệm xăng 35.000 ft | 0,84 Mach (555 mph, 905 km/h, 481 knots) với độ cao tiết kiệm xăng 35.000 ft | 0,84 Mach (555 mph, 905 km/h, 481 knots) với độ cao tiết kiệm xăng 35.000 ft    | 0,84 Mach (555 mph, 905 km/h, 481 knots) với độ cao tiết kiệm xăng 35.000 ft |
| Tốc độ bay tiết kiệm xăng tối đa            | 0,89 Mach (587 mph, 945 km/h, 510 knots) với độ cao tiết kiệm xăng 35.000 ft                                                            | 0,89 Mach (587 mph, 945 km/h, 510 knots) với độ cao tiết kiệm xăng 35.000 ft | 0,89 Mach (587 mph, 945 km/h, 510 knots) với độ cao tiết kiệm xăng 35.000 ft | 0,89 Mach (587 mph, 945 km/h, 510 knots) với độ cao tiết kiệm xăng 35.000 ft | 0,89 Mach (587 mph, 945 km/h, 510 knots) với độ cao tiết kiệm xăng 35.000 ft    | 0,89 Mach (587 mph, 945 km/h, 510 knots) với độ cao tiết kiệm xăng 35.000 ft |
| Sức chứa hàng                               | 5.302 ft³ (150 m³) | 5.302 ft³ (150 m³) | 5.302 ft³ (150 m³)                                                           | 22.455 ft³ (636 m³)                                                          | 7.080 ft³ (200 m³)                                                              | 7.080 ft³ (200 m³)                                                           |
| Tầm bay trọng tải trả tiền tối đa           | 3.250 nm (6.020 km) | 5.800 nm (10.740 km) | 7.500 nm (13.890 km)                                                         | 4.895 nm (9.065 km)                                                          | 3.800 nm (7.035 km)                                                             | 5.500 nm (10.190 km)                                                         |
| Tầm bay chất hết tải                        | 5.210 nm (9.649 km) | 22.042 nm (40.820 km) | 9.420 nm (17.446 km)                                                         | 4.895 nm (9.065 km)                                                          | 5.995 nm (11.029 km)                                                            | 7.880 nm (14.594 km)                                                         |
| Chiều dài chạy cất cánh với MTOW ISA+15 MSL | 8.200 ft (2.500 m) | 11.600 ft (3.536 m) | 11.600 ft (3.536 m)                                                          | N/A                                                                          | 11.200 ft (3.414 m)                                                             | 10.500 ft (3.200 m)                                                          |
| Dung tích nhiên liệu tối đa                 | 31.000 US gal (117.335 L) | 45.220 US gal (171.160 L) | 53.440 US gal (202.287 L)                                                    | 47.890 US gal (181.280 L)                                                    | 45.220 US gal (171.160 L)                                                       | 47.890 US gal (181.280 L)                                                    |
| Cao độ tối đa vận hành                      | 43.100 ft (13.135 m) | 43.100 ft (13.135 m) | 43.100 ft (13.135 m)                                                         | 43.100 ft (13.135 m)                                                         | 43.100 ft (13.135 m)                                                            | 43.100 ft (13.135 m)                                                         |
| Động cơ (x 2)                               | PW4074 PW4077 RR Trent 876 RR Trent 877 GE90-76B GE90-77B                                                                               | PW 4084 PW 4090 RR Trent 892 RR Trent 895 GE90-85B GE90-90B GE90-92B GE90-94B | GE90-110B1L GE90-115B                                                        | GE 90-110B1L                                                                 | PW 4098 RR Trent 892 GE90-92B GE90-94B                                          | GE 90-115B                                                                   |
| Sức đẩy(Ibf)                                | PW4074: 74.000 PW4077: 77.000 RR Trent 876: 76.000 RR Trent 877: 77.000 GE90-76B: 81.070 GE90-77B: 81.700 (Sử dụng chính: RR Trent 877) | PW 4084: 84.000 PW 4090: 90.000 RR Trent 884: 84.000 RR Trent 890: 90.000 RR Trent 892: 92.000 RR Trent 895: 93.400 GE90-85B: 88.870 GE90-90B: 90.000 GE90-92B: 92.000 GE90-94B: 93.700 (Sử dụng chính: RR Trent 892) | GE90-110B1L: 110.100 GE90-115B: 115.540 (Sử dụng chính: GE90-110B)           | 110.100                                                                      | PW: 98.000 Rolls-Royce: 92.000 GE: 92.000/ 93.700 (Sử dụng chính: RR Trent 892) | 115.540                                                                      |
| Mã ICAO                                     | B772 | B772 | B77L                                                                         | B77L                                                                         | B773                                                                            | B77W                                                                         |

Nguồn: , 

## Các hệ thống chính của Boeing 777

### Vệ tinh
Máy bay Boeing 777 có 1 hệ thống giao tiếp với vệ tinh SATCOM. Nó cung cấp độ tin cậy trong đường truyền âm thanh và dữ liệu giao tiếp đường dài. Hệ thống có thể phát và nhận thông tin bao gồm:
- Giọng nói của phi hành đoàn.
- Giọng nói của hành khách
- Dữ liệu giao tiếp
- Telex
- Sao chép dịch vụ

### Hệ thống dẫn đường
Thiết bị điện tử mới: B777 sử dụng một số thiết bị điện tử mới như dung sai lớn (highly fault tolerant) và khối phân tích dữ liệu không khí và định vị quán tính (ADIRS). ADIRS kết hợp hệ thống dữ liệu không khí và hệ thống định vị quán tính thành 2 khối có thể thay thế (LRUs): Thứ nhất hệ thống dữ liệu không khí (ADIRU) và thứ hai là hệ thống phân tích thành phần không khí (SAARU)
Độ tin cậy cao: Bởi vì có 2 khối thay thế chính trong hệ thống thay vì 3 máy tính phân tích dữ liệu về không khí (ADCs) và 3 khối chuẩn quán tính (IRUs) vì thế giảm được khối lượng. Cũng như độ tin cậy cao của ADIRS làm cho giảm những phụ tùng bảo dưỡng và dự phòng.
Vệ tinh dẫn đường: B777 sử dụng những tiến bộ mới nhất trong hệ thống dẫn đường như hệ thống định vị toàn cầu (GPS). GPS làm tăng độ chính xác, góp phần tiết kiệm nhiên liệu và thực hiện các chuyến bay đúng giờ.
Thành phần thiết bị cũ: B777 sử dụng nhiều thiết bị điện tử có thể thay thế LRUs như trong 747-400, 767 và 757 đã sử dụng. Sự dụng những thiết bị điện tử này cũng góp phần giảm chi phí bảo dưỡng và dự phòng.

### Hệ thống bay tự động (AFDS)
AFDS có 3 kênh, nó cung cấp sự điều khiển tự động của máy bay & hướng dẫn trong các chuyến bay. Khi được kích hoạt, hệ thống này sẽ bay với đường bay và tốc độ bay đã chọn. AFDS của B777 cũng giống như B747-400, B757, B767. Chỉ khác trong giao diện với hệ thống.

### Hệ thống điện
Trên B777 có 2 nguồn năng lượng song song cung cấp ngay lập tức năng lượng trên cùng 1 đường truyền, nếu đường truyền này chuyển năng lượng từ nguồn này sang nguồn kia. Điều này cho phép năng lượng điện trên 777 luôn luôn được duy trì.
Hệ thống quản lý tải điện (ELMS: ELMS chịu trách nhiệm phân phối công suất điện trên máy bay. Nó cũng cung cấp điểu khiển logic cho một số hệ thống. Vì thế ELMS thay thế rôle logic phức tạp và các bảng mạch trên máy bay.
Hai đầu kết nối năng lượng với bên ngoài:
Đầu là 90kvA từ tram cung cấp mặt đất.
Máy phát phụ
Mỗi động cơ có 1 máy phát 20kvA hoạt động như 1 nguồn năng lượng hỗ trợ việc truyền điện
Máy phát RAT (Ram air Turbine): Một máy phát RAT 7kvA là nguồn năng lượng hỗ trợ cho hoạt động của các thiết bị
Hiển thị cơ bản (Synoptic Display)
Hiển thị cơ bản công suất chỉ ra về thời gian thực trong cấu

## Nhiên liệu
Khối lượng nhiên liệu: B777 bao gồm hai khoang nhiên liệu chính ở hai cánh và một khoang nhiên liệu trung tâm có thể chứa được 306.000 pound(139000 kg) đối với B777-200ER và 777-300. Máy bay B777-200 có thùng nhiên liệu trung tâm nhỏ hơn và nó chỉ chứa được 209000 pounds(94700 kg).
Thùng trung tâm tự động xả: Khi nhiên liệu trong thùng trung tâm cạn, các thùng nhiên liệu chính ở hai cánh tự động cung cấp cho động cơ. Lượng nhiên liệu còn lại tự động chuyển sang cho hai thùng chính.
Hệ thống tự động tháo bỏ nhiên liệu: Hệ thống tháo bỏ nhiên liệu ra khỏi máy bay để giảm trọng lượng cho máy bay. Điều đó nhằm bảo vệ máy bay quá tải khi hạ cánh. Hệ thống được kích hoạt bởi phi công và tự động dừng khi máy bay ở khối lượng cất cánh lớn nhất cho phép.
Hệ thống chỉ định dầu siêu âm(FQIS): FQIS sử dụng một hệ thống siêu âm và một tiến bộ vi xử lý để đo lượng dầu.
Phát hiện nước: Những cảm biến siêu âm phát hiện nước được gắn dưới đáy của thùng nhiên liệu. Hệ thống máy tính trung tâm chỉ ra những tin nhắn để cảnh báo thợ bảo dưỡng có nước trong nhiên liệu.
Hệ thống hiển thị tình trạng nhiên liệu: Hệ thống hiển thị một cách tóm tắt dướI dạng biểu đồ nhiên liệu đã được sử dụng.

## Mua bán Boeing 777

### Các đơn hàng
| 2015 | 2014 | 2013 | 2012 | 2011 | 2010 | 2009 | 2008 | 2007 | 2006 | 2005 | 2004 | 2003 | 2002 | 2001 | 2000 | 1999 | 1998 | 1997 | 1996 | 1995 | 1994 | 1993 | 1992 | 1991 | 1990 |
| ---- | ---- | ---- | ---- | ---- | ---- | ---- | ---- | ---- | ---- | ---- | ---- | ---- | ---- | ---- | ---- | ---- | ---- | ---- | ---- | ---- | ---- | ---- | ---- | ---- | ---- |
| 58   | 277  | 121  | 75   | 194  | 75   | 30   | 39   | 143  | 76   | 154  | 42   | 13   | 32   | 30   | 116  | 35   | 68   | 55   | 68   | 101  | 0    | 30   | 30   | 24   | 28   |

| 2016 | 2017 | 2018 | 2019 | 2020 | 2021 |
| ---- | ---- | ---- | ---- | ---- | ---- |
| 23   | 53   | 51   | 3    | 10   | 24   |

### Giao hàng
| 2015 | 2014 | 2013 | 2012 | 2011 | 2010 | 2009 | 2008 | 2007 | 2006 | 2005 | 2004 | 2003 | 2002 | 2001 | 2000 | 1999 | 1998 | 1997 | 1996 | 1995 | 1994 | 1993 | 1992 | 1991 | 1990 |
| ---- | ---- | ---- | ---- | ---- | ---- | ---- | ---- | ---- | ---- | ---- | ---- | ---- | ---- | ---- | ---- | ---- | ---- | ---- | ---- | ---- | ---- | ---- | ---- | ---- | ---- |
| 98   | 99   | 98   | 83   | 73   | 74   | 88   | 61   | 83   | 65   | 40   | 36   | 39   | 47   | 61   | 55   | 83   | 74   | 59   | 32   | 13   | 0    | 0    | 0    | 0    | 0    |

| 2016 | 2017 | 2018 | 2019 | 2020 | 2021 |
| ---- | ---- | ---- | ---- | ---- | ---- |
| 99   | 74   | 48   | 45   | 26   | 14   |

## Tai nạn và sự cố
Đến thời điểm tháng 2 năm 2021, Boeing 777 đã dính líu trong 31 vụ tai nạn và sự cố hàng không, trong đó có 6 vụ hỏng thân hoàn toàn và ba vụ không tặc. Trước năm 2000, tử vong chỉ liên quan đến vụ bốc cháy khi tiếp nhiên liệu tại sân bay quốc tế Denver ngày 5/9/2001, khiến một người làm việc ở mặt đất cháy Chiếc máy bay, vận hành bởi British Airways, bị hư hại do lửa ở các tấm dưới cánh và vỏ động cơ; sau đó máy bay đã được sửa chữa và hoạt động trở lại.
Vụ hư hỏng toàn thân đầu tiên xảy ra vào ngày 17 tháng 1 năm 2008, khi chuyến bay 38 của British Airways, một chiếc 777-200ER với động cơ Rolls-Royce Trent 895, bay từ Bắc Kinh đến Luân Đôn, , tai nạn hạ cánh cách đường băng 27L khoảng 1.000 feet (300 m) và trượt vào của đường băng. Có 47 người bị thương và không có trường hợp tử vong. Tác động khiến bộ phận hạ cánh, gốc cánh và động cơ bị hư hỏng. Chiếc máy bay đã bị loại bỏ vào tháng 4/2009. Vụ tai nạn được cho là do các tinh thể băng lơ lửng trong nhiên liệu của máy bay làm tắc nghẽn các nhiên liệu dầu trao đổi nhiệt (FOHE). Hai lỗ thoáng nhỏ khác của lực đẩy động cơ Trent 895 xảy ra sau này trong năm 2008. Các nhà điều tra tìm thấy những điều này cũng được gây ra bởi băng trong nhiên liệu tắc nghẽn FOHE. Kết quả là, các thiết bị trao đổi nhiệt được thiết kế lại.
Hơn 6 tháng sau sự cố của chuyến bay 38 của British Airways, ngày 30 Tháng 7 năm 2008, ông Fumio Shishiro, người phát ngôn của Bộ Vận tải Nhật thông báo về sự cố chuyến bay VN950 của Vietnam Airlines sử dụng Boeing 777-200ER khởi hành từ thành phố Hồ Chí Minh sau khi hạ cánh xuống sân bay quốc tế Narita, động cơ bên phải của chiếc máy bay bốc khói, sau khi toàn bộ 264 hành khách và 13 thành viên phi hành đoàn ra khỏi máy bay, động cơ đang bốc khói bắt đầu bốc lửa nhưng lực lượng cứu hỏa đã dập tắt ngọn lửa, nguyên nhân là do động cơ bị quá nhiệt.
Ngày 29 Tháng 7 năm 2011, một chiếc 777-200ER dự kiến sẽ thực hiện chuyến bay 667 của EgyptAir đã bị cháy buồng lái khi đỗ tại sân bay quốc tế Cairo trước khi khởi hành. Các hành khách đã được sơ tán và không có thương tích. Đội cứu hỏa sân bay đã dập tắt ngọn lửa. Chiếc máy bay đã bị loại bỏ. Nguyên nhân được cho là chập điện ở vòi cung cấp oxy của phi công.
Ngày 6 tháng 7 năm 2013, một chiếc Boeing 777 200ER đang thực hiện chuyến bay 214 của Asiana Airlines , đã hạ cánh trượt tại Sân bay Quốc tế San Francisco sau khi đuôi va chạm với đầu của đường băng. Hành khách và phi hành đoàn của 307 người trên khoang được sơ tán trước khi đám cháy phá hủy máy bay. Hai người thiệt mạng trong vụ tai nạn và một người khác được sơ tán máy bay đã bị giết chết bên ngoài sau khi bị một chiếc xe cấp cứu cán lên do nằm dưới lớp bọt chống cháy. Đây là những trường hợp tử vong đầu tiên trong một vụ tai nạn liên quan đến 777 kể từ khi bắt đầu phục vụ vào năm 1995. Các điều tra tai nạn chính thức kết thúc vào tháng 6 năm 2014 rằng các phi công đã sai từ 20-30 thao tác nhỏ đến sai sót đáng kể phương pháp tiếp cận của họ, và sự phức tạp của hệ thống điều khiển tự động đóng góp đến vụ tai nạn.
Ngày 8 tháng 3 năm 2014, một chiếc 777-200ER thực hiện chuyến bay 370 của Malaysia Airlines chở 227 hành khách và 12 phi hành đoàn, trên đường từ Kuala Lumpur đến Bắc Kinh , đã bị mất tích. Kiểm soát không lưu báo cáo tọa độ cuối cùng cho chiếc máy bay đã qua Biển Đông. Sau khi việc tìm kiếm chiếc máy bay bắt đầu, Thủ tướng Malaysia công bố vào ngày 24 tháng 3 năm 2014, sau khi phân tích các dữ liệu vệ tinh mới được bây giờ để được giả định "ngoài nghi ngờ hợp lý" rằng chiếc máy bay đã bị rơi ở Ấn Độ Dương và không có người sống sót. Tính đến tháng 8 năm 2016, nguyên nhân vẫn chưa được biết, nhưng chính phủ Malaysia tuyên bố đó là một vụ mất tích máy bay vào tháng 1 năm 2015. Ngày 29 tháng 7 năm 2015, một flaperon từ máy bay mất tích đã được tìm thấy trên đảo Réunion ở miền tây Ấn Độ Dương.
Vụ hỏng toàn thân thứ năm xảy ra vào ngày 17 tháng 7 năm 2014, khi một chiếc Boeing 777-200ER, thực hiện chuyến bay 17 của Malaysia Airlines, bay từ Amsterdam, Hà Lan đên Kuala Lumpur, Malaysia đã bốc cháy trong không trung và rơi ở địa phận Donetsk 1 tỉnh ở miền đông Ukraine, sau khi bị trúng một tên lửa chống máy bay. Tất cả 298 người (283 hành khách và 15 phi hành đoàn) trên máy bay thiệt mạng. Sự việc được liên kết với phe nổi dậy Donbass trong khu vực. Các báo cáo tai nạn chính thức, phát hành vào tháng 10 năm 2015, nói rằng máy bay đã bị bắn hạ bằng một tên lửa Buk đưa ra khỏi lãnh thổ ly khai Nga.
Ngày 08 tháng 9 năm 2015, một chiếc 777-200ER bốc cháy khi cất cánh tại Sân bay Quốc tế Las Vegas McCarran (BA 2276), sau khi một động cơ General Electric GE90-85B bị hỏng. Cất cánh đã bị hủy bỏ và tất cả phi hành đoàn và hành khách đã được sơ tán với xây xát nhẹ. Các nhà điều tra phát hiện ra rằng các mảnh vỡ từ bên trong động cơ đã bị thủng nhiều lỗ trong động cơ.
Vào ngày 27 Tháng 5 năm 2016, một động cơ Pratt & Whitney PW4098 bốc cháy trên 777-300 (Korean Air Flight 2708) tại Sân bay quốc tế Tokyo Haneda. Một thời gian ngắn trước khi cất cánh, động cơ số 1 bốc cháy. Tất cả 17 thành viên phi hành đoàn và 302 hành khách sơ tán an toàn. Lính cứu hỏa dập tắt lửa trong vòng một giờ. Vụ việc đang được điều tra.
Vào ngày 27 tháng 6 năm 2016, một chiếc 777-300ER bị rò rỉ dầu trong động cơ bên phải trong khi đang trên đường từ Singapore đến Milan (SQ 368). Nó đã được chuyển hướng trở lại sân bay quốc tế Changi Singapore để hạ cánh khẩn cấp. Động cơ số 2 và cánh bốc cháy khi máy may chậm lại trên đường băng, thiệt hại khá nghiêm trọng. Một số người bị thương. Chiếc máy bay đã được sửa chữa và hoạt động trở lại.
Ngày 3 tháng 8 năm 2016, vụ hư hỏng toàn thân thứ sáu của boeing 777 xảy ra, khi một 777-300 gặp nạn khi tiếp cận đường băng và bốc cháy tại sân bay quốc tế Dubai vào cuối chuyến bay của mình (EK 521). Cuộc điều tra sơ bộ cho thấy rằng chiếc máy bay đã cố hạ cánh trong điều kiện gió tạt ngang. Các phi công bắt đầu bay lên hạ cánh lại ngay sau khi các bánh xe chính chạm xuống đường băng, khi bánh đáp đang rút lại, phi công đã không kịp tăng lực đẩy của động cơ. Gầm và động cơ của nó va chạm với đường băng, dẫn đến một động cơ bị văng ra khỏi cánh phải, mất kiểm soát và trượt khỏi đường băng. Không có thương vong trong số 300 người trên máy bay, tuy nhiên một lính cứu hỏa sân bay đã thiệt mạng khi dập lửa. Thân và cánh phải của máy bay bị hư hỏng nặng do hỏa hoạn.
Ngày 29 tháng 11 năm 2017, chiếc 777-200ER của Singapore Airlines gặp hỏa hoạn khi đang được đẩy tại Sân bay Changi Singapore. Một kỹ thuật viên máy bay là người duy nhất trên máy bay đã được sơ tán an toàn. Chiếc máy bay bị hư hại do nhiệt và đã bị tắt hoạt động.
Ngày 22 tháng 7 năm 2020, khi một chiếc 777F của Ethiopian Airlines gặp hỏa hoạn khi đang ở khu vực hàng hóa của Sân bay quốc tế Phố Đông Thượng Hải. Chiếc máy bay bị hư hại do nhiệt và đã bị dừng hoạt động.
Vào ngày 20 tháng 2 năm 2021, vỏ động cơ các mảnh vỡ từ chiếc Boeing 777 với 241 người trên khoang chủ yếu rơi xuống khu dân cư Commons Park và Northmoor and Red Leaf, cách thành phố Denver, bang Colorado, khoảng 32 km về phía Bắc.

## Sách tham khảo
- Abarbanel, Robert; McNeely, William (1996). FlyThru the Boeing 777. New York: ACM SIGGRAPH. ISBN 0-89791-784-7.
- Birtles, Philip (1998). Boeing 777, Jetliner for a New Century. St. Paul, Minnesota: Motorbooks International. ISBN 0-7603-0581-1.
- Birtles, Philip (1999). Modern Civil Aircraft: 6, Boeing 757/767/777 . Luân Đôn: Ian Allen Publishing. ISBN 0-7110-2665-3.
- Eden, Paul, biên tập (2008). Civil Aircraft Today: The World's Most Successful Commercial Aircraft. Luân Đôn: Amber Books Ltd. ISBN 1-84509-324-0.
- Frawley, Gerard (2003). The International Directory of Civil Aircraft 2003/2004. Luân Đôn: Aerospace Publications. ISBN 1-875671-58-7.
- Glenday, Craig (2007). Guinness World Records. Luân Đôn/New York: HiT Entertainment. ISBN 978-0-9735514-4-0.
- Newhouse, John (2008). Boeing versus Airbus: The Inside Story of the Greatest International Competition in Business. Luân Đôn: Vintage. ISBN 1-4000-7872-5.
- Norris, Guy; Wagner, Mark (1996). Boeing 777. St. Paul, Minnesota: Motorbooks International. ISBN 0-7603-0091-7.
- Norris, Guy; Wagner, Mark (2001). Boeing 777: The Technological Marvel. Minneapolis, Minnesota: Zenith Imprint. ISBN 0-7603-0890-X.
- Norris, Guy; Wagner, Mark (2009). Boeing 787 Dreamliner. Osceola, Wisconsin: Zenith Press. ISBN 978-0-7603-2815-6.
- Norris, Guy; Wagner, Mark (1999). Modern Boeing Jetliners. Minneapolis, Minnesota: Zenith Imprint. ISBN 0-7603-0717-2.
- Sabbagh, Karl (1995). 21st Century Jet: The Making of the Boeing 777. New York: Scribner. ISBN 0-333-59803-2.
- Wells, Alexander T.; Rodrigues, Clarence C. (2004). Commercial Aviation Safety. New York: McGraw-Hill Professional. ISBN 0-07-141742-7.
- Yenne, Bill (2002). Inside Boeing: Building the 777. Minneapolis, Minnesota: Zenith Press. ISBN 0-7603-1251-6.